# Vogal fechada central arredondada
A vogal central fechada arredondada, ou vogal central alta arredondada,  é um tipo de som vocálico usado em algumas línguas. O símbolo no Alfabeto Fonético Internacional que representa este som é ⟨ʉ⟩, e o símbolo X-SAMPA equivalente é } . Tanto o símbolo quanto o som são comumente chamados de "u barrado".
A vogal central arredondada próxima é o equivalente vocálico do raro aproximante pós-palatino labializado [ẅ] . 
Na maior parte das línguas esta vogal arredondada é pronunciada com lábios salientes (endolabial). Porém, em alguns casos os lábios ficam comprimidos (exolabial).
Algumas línguas apresentam a vogal central arredondada quase próxima ( listenⓘ), que é um pouco mais baixa. É mais frequentemente transcrito em IPA com ⟨ʉ̞⟩, ⟨ʊ̈⟩ e ⟨ʊ̟⟩, mas ⟨ɵ̝⟩ também é uma transcrição possível. O símbolo ⟨ᵿ⟩, uma fusão de ⟨ʊ⟩ e ⟨ʉ⟩, é usado como uma extensão não oficial do IPA para representar este som por uma série de publicações, como Accents of English (Sotaques do inglês) de John C. Wells. Na terceira edição do Oxford English Dictionary (Dicionário de Inglês de Oxford), ⟨ᵿ⟩ representa variação livre entre /ʊ/ e /ə/ .

## Vogal central protuberante fechada
A vogal central protuberante próxima é normalmente transcrita em IPA simplesmente como ⟨ʉ⟩, e essa é a convenção usada neste artigo. Como não há diacrítico dedicado para protrusão no AFI, símbolo para a vogal central arredondada próxima com um diacrítico antigo para labialização, ⟨  ⟩ pode ser usado como um símbolo ad hoc ⟨ʉ̫⟩ para a vogal central próxima saliente. Outra transcrição possível é ⟨ʉʷ⟩ ou ⟨ɨʷ⟩ (uma vogal central próxima modificada por endolabialização), mas isso pode ser mal interpretado como um ditongo.

### Recursos
Predefinição:Vogal próxima
Predefinição:Vogal central
Predefinição:Vogal saliente

### Ocorrência
Como se presume que as vogais centrais arredondadas tenham protuberância e poucas descrições cobrem a distinção, algumas das vogais a seguir podem, na verdade, ter compressão.
| Língua   | Língua                   | Palavra           | AFI            | Significado | Notas                                        |
| -------- | ------------------------ | ----------------- | -------------- | ----------- | -------------------------------------------- |
| Angami   | Khonoma                  | su                | [sʉ˦]          | 'profundo'  | Alofone de /u/ após /s/.                     |
| Armênio  | Alguns dialetos Oriental | յ' ۸ւ'۲/yowġ      | [jʉʁ]          | 'petróleo'  | Alofone de /u/ depois de /j/.                |
| Berbere  | Ayt Seghrouchen          | ⵍⵍⴰⵢⴳⴳⵓⵔ/llayggur | [lːæjˈɡːʉɾ]} } | 'ele vai'   | Alofone de /u/ depois de consoantes velares. |
| Holandês | Padrão Norte             | nu                | [nʉ]           | 'agora'     | y˕]]]. Veja Fonologia holandesa              |

## Fonte
1. ↑  Instead of "post-palatal", it can be called "retracted palatal", "backed palatal", "palato-velar", "pre-velar", "advanced velar", "fronted velar" or "front-velar".
2. 1 2  Blankenship et al. (1993), p. 129.
3. ↑  Dum-Tragut (2009), p. 14.
4. ↑  Abdel-Massih (1971), p. 20.
5. ↑  Gussenhoven (1992), p. 47.
6. ↑  Gussenhoven (2007), p. 30.
7. ↑  Collins & Mees (2003), p. 132.